# غابرييل رود
غابرييل رود (بالدنماركية: Gabriele Rohde)‏ هي مقاومة دنماركية، ولدت في 7 سبتمبر 1904 في كوبنهاغن في الدنمارك، وتوفيت في 5 أبريل 1946 في آرهوس في الدنمارك.